# Vilassar de Dalt
Vilassar de Dalt és una vila i municipi de la comarca del Maresme entre els municipis de Vilassar de Mar, Premià de Dalt, Cabrils, Òrrius i la comarca del Vallès Oriental, situat a uns dotze quilòmetres de Mataró, capital de la comarca. El nom té el seu origen en la veu romana Villa Azari.
| Vilanova del Vallès | Òrrius | Cabrils         |
| Vallromanes         |        |                 |
| Premià de Dalt      |        | Vilassar de Mar |

El primer document que fa menció del lloc és de l'any 978. La parròquia és coneguda al segle xi. El Castell de Vilassar, amb la torre circular i ampliacions fins al segle xvi, declarat monument historicoartístic. Cap a la muntanya, a la zona de Can Boquet, hi ha importants jaciments prehistòrics, com el dolmen de la Roca d'en Toni, les cambres sepulcrals de la Cova d'en Pau, la Cova de la Granota, i la Cova d'en Joan.
Els carrers costeruts i estrets a la part antiga, mantenen fidel el seu origen medieval.

## Geografia
- Llista de topònims de Vilassar de Dalt (Orografia: muntanyes, serres, collades, indrets..; hidrografia: rius, fonts...; edificis: cases, masies, esglésies, etc).

## Història
A l'Edat Mitjana el terme de la jurisdicció, del castell i de la parròquia de Vilassar, comprenia tres veïnats o entitats de poblament diferenciats: el nucli de Vilassar, el veïnat de Cabrils, que comprenia el poblament de la vall homònima, i el veïnat del Sant Crist, que agrupava alguns masos entorn de la capella de Sant Cristòfol, al peu de la muntanya de Montcabrer.
La població va ser una de les viles cremades als fets del 1714.
Des del 4 d'agost de 1713, els representants de les poblacions properes a Mataró van acudir a la ciutat per donar l'obediència a les noves autoritats borbòniques. Tot i així, Vilassar i Teià no ho van fer; en conseqüència, tres-cents soldats borbònics es van dirigir a Vilassar, però el sometent s'hi va enfrontar i els va obligar a fugir.
Poques jornades després, l'expedició militar catalana del diputat Antoni de Berenguer i el general Rafael Nebot va arribar a Arenys. Els expedicionaris van acudir a Vilassar per evitar que el borbònic marquès d'Arpajon, amb el seu destacament, prengués represàlies contra la població. El 20 d'agost, Vilassar va ser atacat des del puig de la Caritat i Vallmorena. En la lluita, Rafael Nebot va contenir l'assalt, però les tropes filipistes van executar cinc civils, van saquejar la vila i la van incendiar. En total, més de vuitanta cases van quedar afectades pel foc.

## Centres educatius

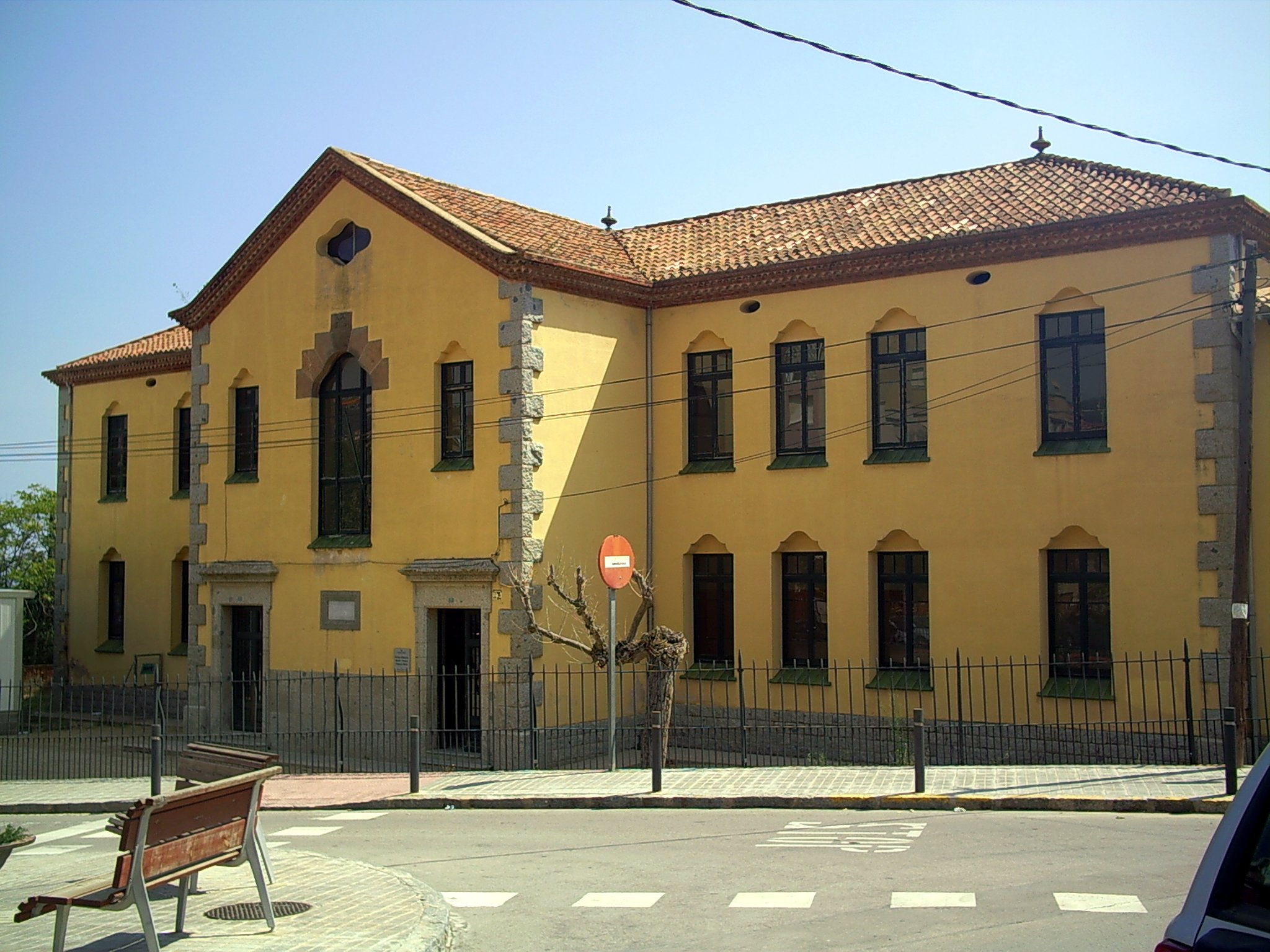
CEIP Francesc Macià, edifici del Cicle Inicial, obra de Jeroni Martorell i Terrats, (1929).

### Públics
- - Escola d'adults
  - IES Jaume Almera
  - CEIP Francesc Macià
  - Escola Bressol Can Roura

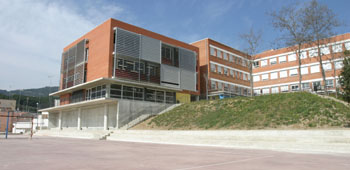
Ins Jaume Almera

  - Escola Bressol Mare de Déu de Montserrat

### Privats
- - Escola la nova immaculada
  - Institució Escolar Sant Jordi
  - Escola Da-Vinci

## Esport
Entitats esportives
- Club Bàsquet Vilassar de Dalt, Bàsquet. El Club Bàsquet Vilassar de Dalt,[3] és una entitat esportiva integrada[4] dins de la Federació Catalana de Basquetbol. Cada any des de l'any 2001, el CB Vilassar organitza un torneig de categoria mini masculí amb els millors equips de Catalunya de la categoria.[5]
- Centre Esportiu Vilassar de Dalt, Futbol.
- Atlètic Català, Futbol Sala.
- Penya Blanc-i-Blava de Vilassar de dalt, Futbol Sala.
- Escola de Dansa de Vilassar de Dalt, dansa i ballet.
- Club Patinatge Artístic Vilassar de Dalt, Patinatge Artístic.
- Club Fondistes Vilassar de Dalt, curses.
- Club Esportiu Farra-O, curses.

Instal·lacions esportives
- Camp de futbol municipal de Vallmorena.
- Poliesportiu municipal de Can Banús.
- Piscina municipal.
- Pistes d'Atletisme.
- Escola de dansa.

## Festes locals
- 17 de gener: Festa de Sant Antoni Abat
- 29 d'abril: Festa Major dels Sants Màrtirs
- 25 d'agost: Festa Major dels Sants Genís, dedicada a Sant Genís Notari i Sant Genís Comediant.
- Octubre: Fira del bolet i la natura

## Comunicacions
Vilassar de Dalt està comunicat per la carretera BV-5023 amb Premià de Mar i Premià de Dalt, i amb Cabrils. Per línies regulars d'autobús, i per autopista de peatge per la C-32 El Vendrell - Blanes. L'estació de ferrocarril més propera és la de Premià de Mar, a la línia R1 de Rodalies Barcelona (xarxa ferroviària integrada) (Hospitalet de Llobregat-Maçanet-Massanes) que es troba a 3 km. Per arribar a l'estació de ferrocarril de Premià de Mar, hi ha un servei d'autobusos (C-31) que fa el trajecte Premià de Mar - Vilassar de Dalt cada 30 minuts els dies feiners.

## Llocs destacables
El dolmen de la Roca d'en Toni és a cavall entre el Vallès Oriental i el Maresme. Josep Colomines i Josep de C. Serra-Ràfols ja el citen en publicacions de 1930. El va publicar però, per primera vegada, l'any 1904, Francesc Carreras i Candi, el qual diu: «Conócenlo en el país por "la roca d'en Toni", y es tan completo, está situado en lugar tan visible y llama de tal modo l'atención a los labriegos de aquellos sitios, que parece imposible no haya sido aún dado a conocer».

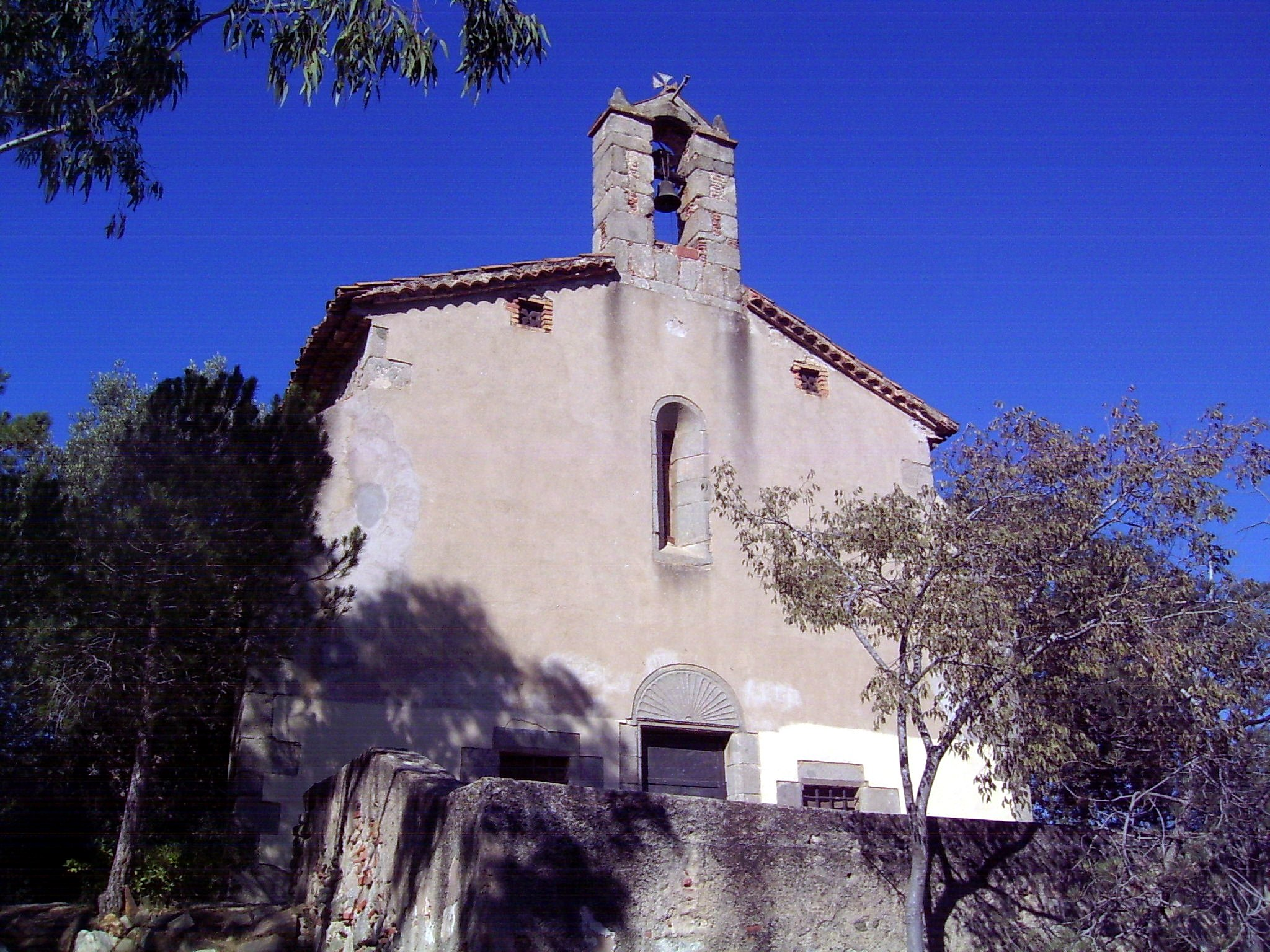
Ermita de Sant Sebastià

- Església de Sant Genís (segle xx), construïda sobre l'anterior del segle xiv.[9]
- Teatre La Massa, de 1881, construït per Rafael Guastavino, i restaurat l'any 2002 per Ignasi de Solà-Morales, Lluís Dilmé i Xavier Fabré.[10]
- Torre de Can Maians, torre fortificada, edificada el 1551 (segle xvi), amb el permís de Felip II, considerada Bé Cultural d'Interès Nacional.[11]
- Ermita de Can Boquet, documentada ja l'any 1303 i inclosa al Pla d'Espais d'Interès Natural (PEIN) de la Conreria-Sant-Mateu-Céllecs.[12]
- Castell de Vilassar, del segle xii, seu de l'Arxiu Patrimonial del Marqués de Barberà (Consulta de referències) Arxivat 2007-08-24 a Wayback Machine., considerat Bé Cultural d'Interès Nacional.[13]
- Ermita de Sant Sebastià.[14]
- Museu Municipal de Vilassar de Dalt, situat a la Masia gòtica del segle XV de Can Banús, que ens recorda l'economia tradicional del poble, dedicada a la indústria tèxtil.[15][16]
- Museu de conquilles del Cau del Cargol, col·lecció privada de més de 16.000 espècies de conquilles de mol·luscs, cargols i petxines, procedents de tot el món.
- Jaciment neolític de la Roca d'en Toni.[17]
- Necròpolis medieval, molt a prop de la Roca d'en Toni.[18]
- Forns romans de la Fornaca. Inclou tres forns romans dedicats a la producció industrial de material ceràmic de gran format, dels segles i i ii després de Crist.
- Parc aquàtic de l'Illa Fantasia.
- Biblioteca Can Manyer.[19]

## Gegants
Els Gegants de Vilassar de Dalt es diuen Lluís i Maria, en honor de la parella que els va fer construir, l'any 1912. Són dels pocs gegants antics amb el cos original. L'any 2000 es va construir una nova parella (Pere Màrtir i Genisa), que representen els vilassarencs de principis del segle xx. Van ser creats per la Colla de Geganters per tal de poder conservar els gegants antics. A part d'aquests gegants, Vilassar de Dalt té tres gegantons, 2 representen la gent gran del poble i 1 els nens i nenes de Vilassar.
La Colla de Geganters de Vilassar de Dalt custodia els gegants des de l'any 1983, any de la seva fundació.

## Càrrecs polítics
- Alcaldes
  - Carola Llauró i Sastre, (ARA Vilassar), 2023
  - Carola Llauró i Sastre, (ARA Vilassar), 2019.
  - Xavier Godàs (ARA Vilassar), 2015.
  - Xavier Godàs (GEVD), 2011
  - Llorenç Artigas i Planas[20] (GEVD) 2007.
  - Llorenç Artigas i Planas[21] (GEVD-EPM), 2003.

## Gent de Vilassar de Dalt
- Benet de Llança i d'Esquivel (1822-1863), escriptor i aristòcrata.
- Aleix Clapés i Puig (1846-1920), pintor
- Josep Maria de Porcioles i Colomer, alcalde de Barcelona.
- Mercè Bruquetas i Lloveras, actriu.
- Antoni Baró i Armengol, President del RCD Espanyol i de la Lliga de Futbol Professional, (LFP).
- Pitu Abril, presentador esportiu de televisió.[22]
- Toti Soler, músic.

## Topònim
El 2004 s'inicià una iniciativa, per part del veí Jaume Casanovas i Vilà, per canviar el topònim i anomenar-se simplement Vilassar, a causa d'un conflicte d'ús del nom del poble amb la veïna Vilassar de Mar, entitats de la qual s'havien suposadament apropiat del nom simple d'ambdues localitats. Es van recollir més de 1.200 signatures i l'Ajuntament de Vilassar de Dalt va presentar la proposta a la Generalitat de Catalunya el 2011, que va rebutjar el canvi de topònim, tot i el suport popular, precisament perquè podia provocar confusió amb Vilassar de Mar, d'acord amb un estudi de l'Institut d'Estudis Catalans.

## Demografia
| 1497 f | 1515 f | 1553 f | 1717  | 1787  | 1857  | 1877  | 1887  | 1900  | 1910  |
| ------ | ------ | ------ | ----- | ----- | ----- | ----- | ----- | ----- | ----- |
| 78     | -      | 49     | 1.243 | 1.435 | 3.357 | 3.094 | 2.970 | 3.113 | 3.349 |

| 1920  | 1930  | 1940  | 1950  | 1960  | 1970  | 1981  | 1990  | 1992  | 1994  |
| ----- | ----- | ----- | ----- | ----- | ----- | ----- | ----- | ----- | ----- |
| 3.333 | 3.374 | 3.244 | 3.306 | 4.441 | 5.257 | 5.518 | 6.791 | 6.796 | 6.796 |

| 1996  | 1998  | 2000  | 2002  | 2004  | 2006  | 2008  | 2010  | 2012  | 2014  |
| ----- | ----- | ----- | ----- | ----- | ----- | ----- | ----- | ----- | ----- |
| 7.208 | 7.264 | 7.484 | 7.752 | 7.902 | 8.334 | 8.621 | 8.746 | 8.865 | 8.882 |

| 2016  | 2018  | 2020  | 2022  | 2024  | 2026 | 2028 | 2030 | 2032 | 2034 |
| ----- | ----- | ----- | ----- | ----- | ---- | ---- | ---- | ---- | ---- |
| 8.953 | 9.013 | 9.072 | 9.128 | 9.281 | -    | -    | -    | -    | -    |

## Resultats electorals
| Candidatura | Candidatura                             | Cap de llista   | Vots  | Regidors | % vots |
| ----------- | --------------------------------------- | --------------- | ----- | -------- | ------ |
|             | Grup d'Esquerres Vilassar de Dalt       | Llorenç Artigas | 1.740 | 7        | 45,00% |
|             | Convergència i Unió                     | ---             | 641   | 2        | 17,00% |
|             | Opció per Vilassar                      | ---             | 542   | 2        | 14,00% |
|             | PP                                      | ---             | 417   | 1        | 11,00% |
|             | Partit dels Socialistes de Catalunya    | ---             | 358   | 1        | 9,00%  |
|             | Grup d'Independents de Vilassar de Dalt | ---             | 33    | 0        | 1,00%  |
| Total       | Total                                   | ---             | ---   | 13       | 100%   |

- Participació: sense dades
- Pacte de govern 1999: Majoria absoluta de GEVD
- Alcalde electe: Llorenç Artigas

| Candidatura | Candidatura                             | Cap de llista   | Vots | Regidors | % vots |
| ----------- | --------------------------------------- | --------------- | ---- | -------- | ------ |
|             | Grup d'Esquerres Vilassar de Dalt       | Llorenç Artigas | 1614 | 6        | 38,85% |
|             | Opció per Vilassar                      | ---             | 963  | 3        | 23,18% |
|             | Convergència i Unió                     | ---             | 734  | 2        | 17,67% |
|             | Grup d'Independents de Vilassar de Dalt | ---             | 291  | 1        | 7,00%  |
|             | Partit dels Socialistes de Catalunya    | ---             | 258  | 1        | 6,21%  |
|             | PP                                      | ---             | 213  | 0        | 5,13%  |
|             | Vots en blanc                           | ---             | 82   | 0        | 1,96%  |
| Total       | Total                                   | 4175            | 4175 | 13       | 100%   |

- Participació: sense dades
- Pacte de govern 2003: GEVD i OxV
- Alcalde electe: Llorenç Artigas

| Candidatura | Candidatura                          | Cap de llista   | Vots | Regidors | % vots |
| ----------- | ------------------------------------ | --------------- | ---- | -------- | ------ |
|             | Grup D'Esquerres Vilassar de Dalt    | Llorenç Artigas | 929  | 4        | 23,95% |
|             | Opció Per Vilassar                   | Benet Oliva     | 791  | 3        | 20,39% |
|             | Convergència i Unió                  | Francesc Andreu | 587  | 2        | 15,13% |
|             | Esquerra Republicana de Catalunya    | Xavier Yelo     | 401  | 1        | 10,34% |
|             | Partit dels Socialistes de Catalunya | Joan Adell      | 369  | 1        | 9,51%  |
|             | Corporació Electoral Vilassarenca    | Alfons Cusidó   | 252  | 1        | 6,50%  |
|             | PP                                   | ---             | 250  | 1        | 6,44%  |
|             | CUP                                  | Teia Àlvarez    | 163  | 0        | 4,20%  |
|             | Vots en blanc                        | ---             | 137  | 0        | 3,51%  |
| Total       | Total                                | 3900            | 3900 | 13       | 100%   |

- Participació: sense dades
- Pacte de govern 2007: GEVD, OxV, ERC i PSC
- Alcalde electe: Llorenç Artigas

| Candidatura | Candidatura                          | Cap de llista | Vots | Regidors | % vots |
| ----------- | ------------------------------------ | ------------- | ---- | -------- | ------ |
|             | Convergència i Unió                  | Francesc Solà | 748  | 3        | 20,2%  |
|             | Grup d'Esquerres Vilassar de Dalt    | Xavier Godàs  | 690  | 3        | 18,7%  |
|             | Opció per Vilassar                   | Benet Oliva   | 602  | 2        | 16,3%  |
|             | Corporació Electoral Vilassarenca    | Alfons Cusidó | 436  | 2        | 11,8%  |
|             | PP                                   | Laura Julià   | 298  | 1        | 8,1%   |
|             | Esquerra Republicana de Catalunya    | Xavier Yelo   | 269  | 1        | 7,3%   |
|             | Partit dels Socialistes de Catalunya | Joan Adell    | 232  | 1        | 6,3%   |
|             | CUP                                  | Teia Àlvarez  | 190  | 0        | 5,1%   |
|             | Vots en blanc                        | ---           | 167  | ---      | 4,5%   |
|             | Vots Nuls                            | ---           | 63   | ---      | 1,7%   |
| Total       | Total                                | 3695          | 3695 | 13       | 100%   |

- Participació: 54,71%.
- Pacte de govern 2011: GEVD, OxV, ERC i PSC
- Alcalde electe: Xavier Godàs

| Candidatura | Candidatura                                      | Cap de llista      | Vots  | Regidors | % vots |
| ----------- | ------------------------------------------------ | ------------------ | ----- | -------- | ------ |
|             | ARA Vilassar - ERC                               | Xavier Godàs       | 1755  | 7        | 45,10% |
|             | Convergència i Unió                              | Francesc Solà      | 688   | 2        | 17,68% |
|             | CUP                                              | Teia Àlvarez       | 599   | 2        | 15,39% |
|             | PP                                               | Gemma Maria Martín | 299   | 1        | 7,68%  |
|             | Partit dels Socialistes de Catalunya             | Maria Àngels Bosch | 260   | 1        | 6,68%  |
|             | Vilassar un Repte - Entesa pel Progrés Municipal | Emili Badia        | 174   | 0        | 4,47%  |
|             | Vots en blanc                                    | ---                | 150   | ---      | ---    |
|             | Vots Nuls                                        | ---                | 50    | ---      | ---    |
| Total       | Total                                            | 3.950              | 3.950 | 100%     |        |

- Participació 2015: 57,26%.
- Pacte de govern: Majoria absoluta d'ARA Vilassar
- Alcalde electe: Xavier Godàs

| Candidatura | Candidatura                          | Cap de llista      | Vots | Regidors | % vots |
| ----------- | ------------------------------------ | ------------------ | ---- | -------- | ------ |
|             | ARA Vilassar - ERC                   | Carola Llauró      | 1616 | 5        | 34,56% |
|             | Junts per Catalunya                  | Alfons Cusidó      | 1164 | 4        | 24,89% |
|             | CUP                                  | Teia Àlvarez       | 712  | 2        | 15,23% |
|             | Partit dels Socialistes de Catalunya | Maria Àngels Bosch | 572  | 2        | 12,23% |
|             | Ciutadans                            | Juan Luís Valverde | 285  | 0        | 6,09%  |
|             | PP                                   | Gemma-María Martín | 219  | 0        | 4,68%  |
|             | Vots en blanc                        | ---                | 108  | ---      | 2,31%  |
|             | Vots Nuls                            | ---                | 39   | ---      | 0,83%  |
| Total       | Total                                | 4715               | 4715 | 100%     |        |

- Participació: 67,27%
- Pacte de govern 2019: Govern en minoria d'ARA Vilassar
- Alcalde electe: Carola Llauró i Sastre

## Agermanaments
Vilassar de Dalt està agermanat amb:
- Juèsa, França.
- Mondavio, Itàlia.

## Imatges

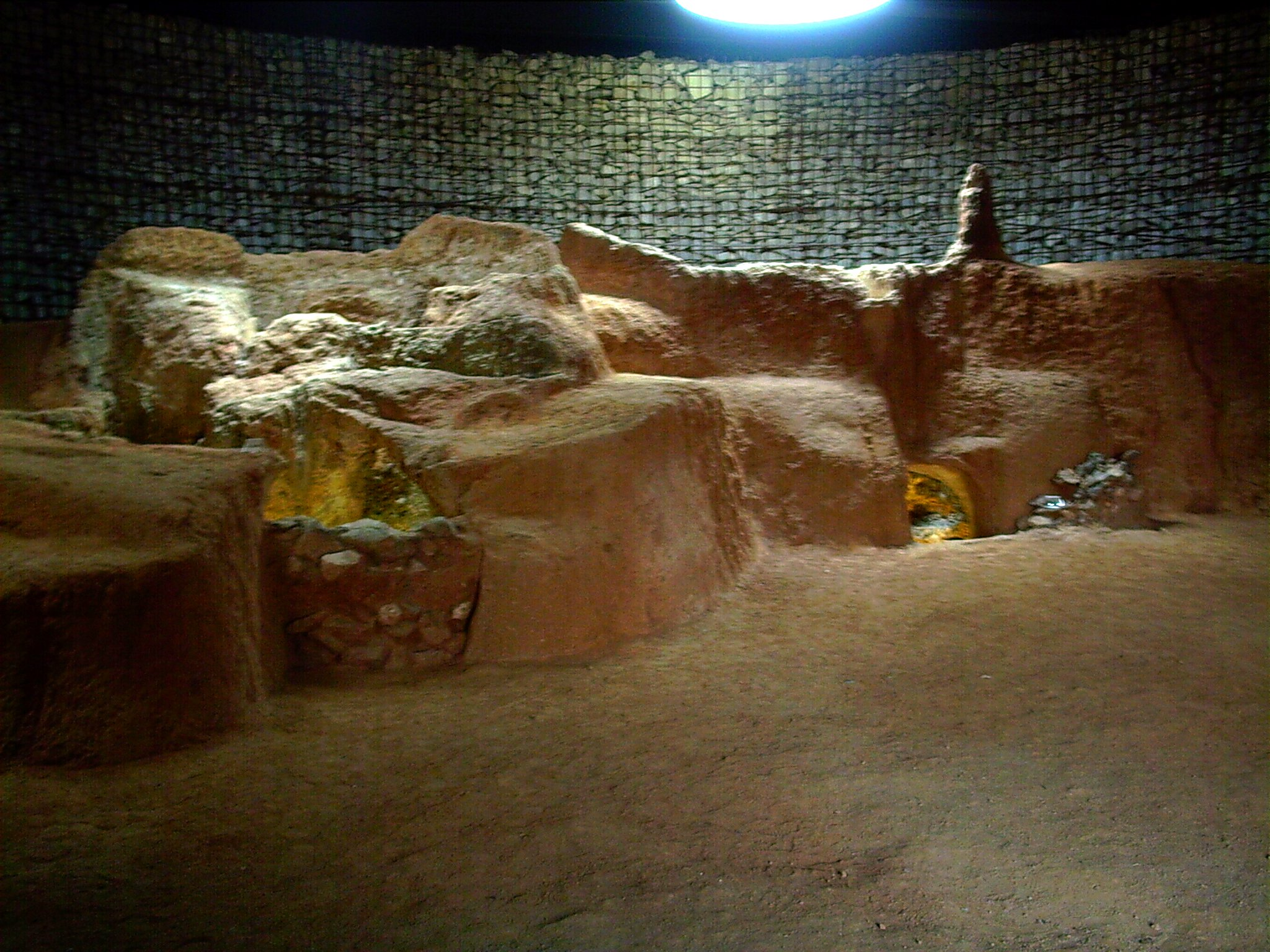
Forns romans de la Fornaca (segles i i ii dC).
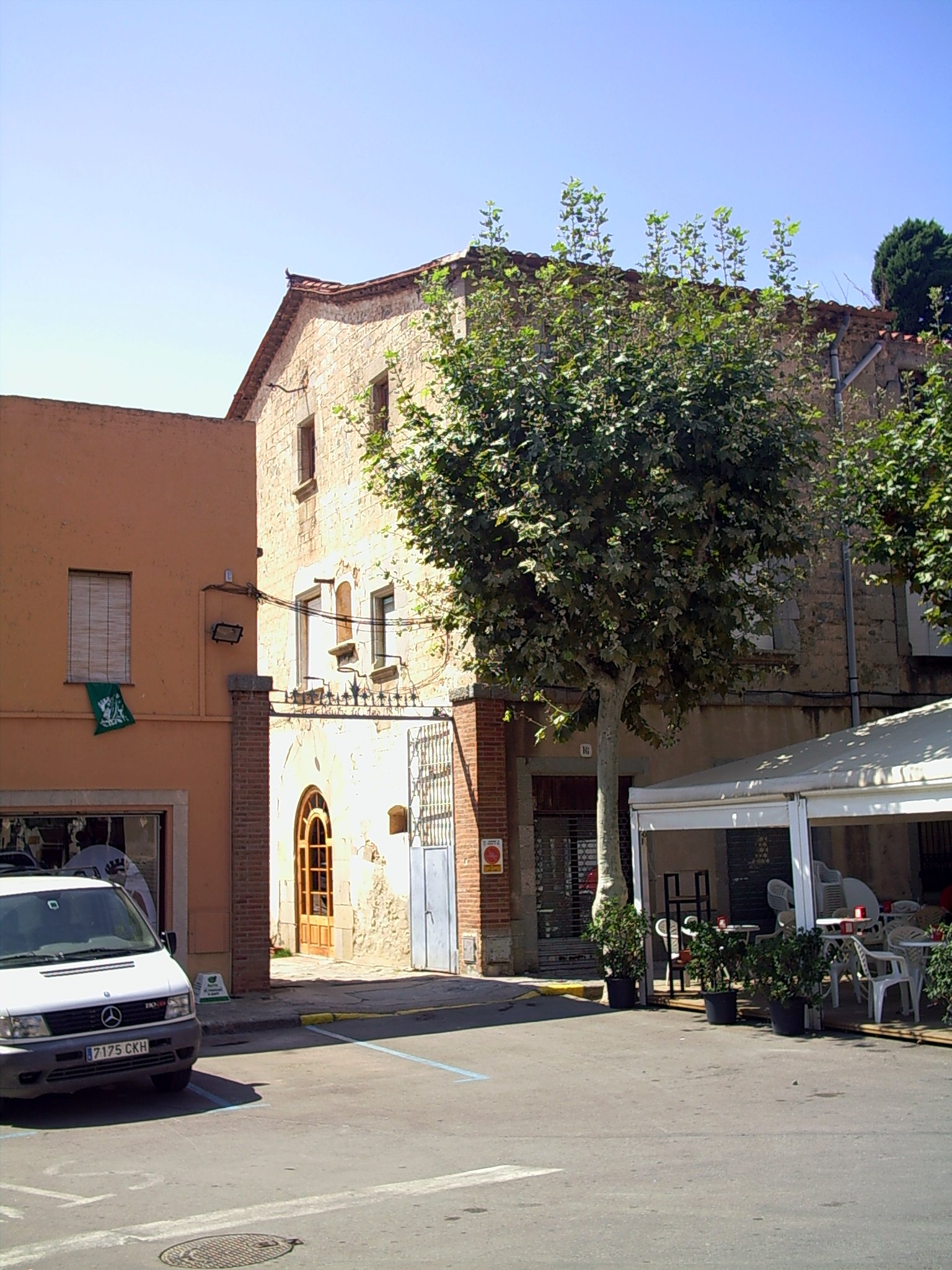
Can Serra de la plaça o Can Recoder, (1561).
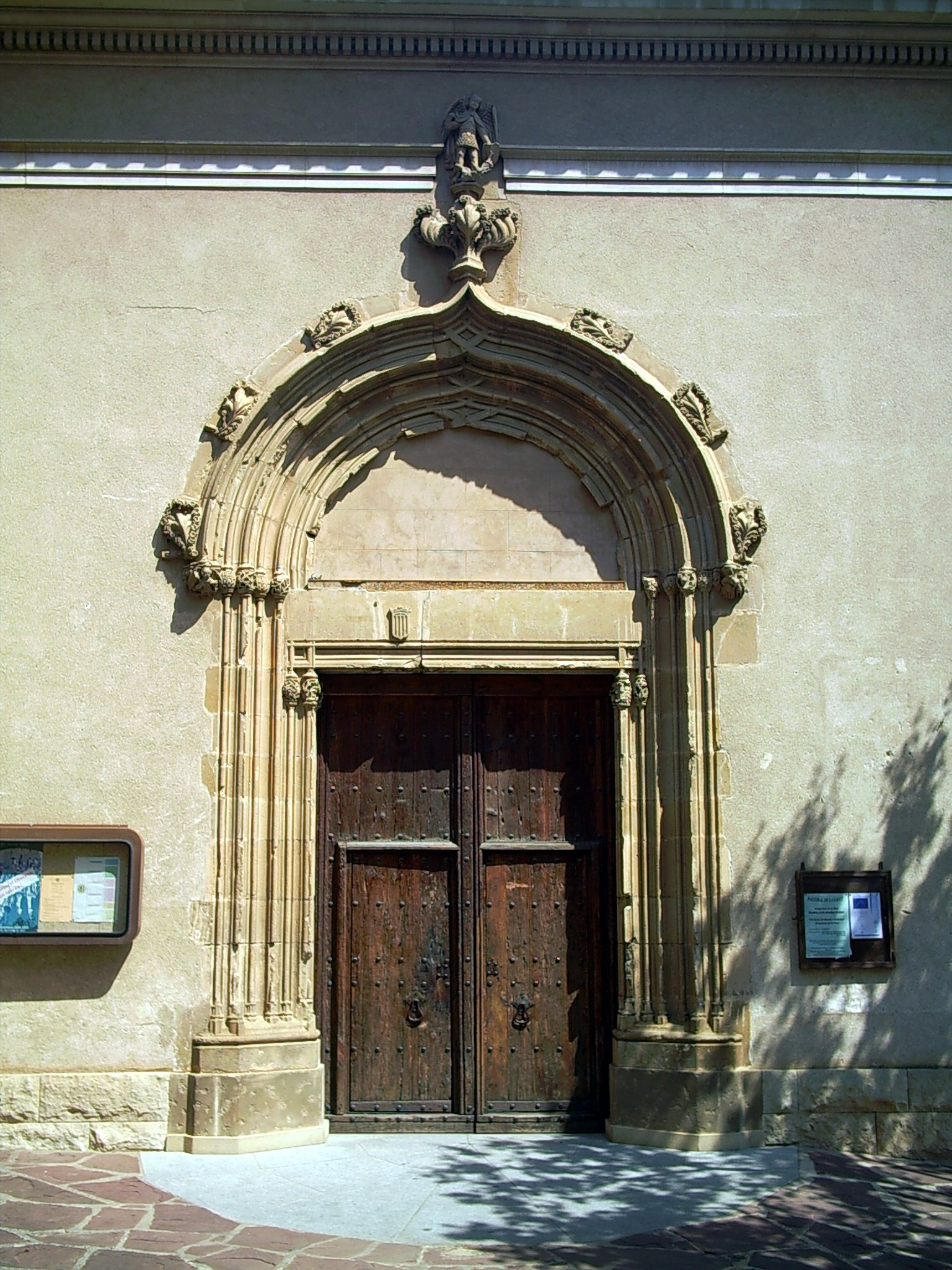
Portal gòtic, del segle xvi, al lateral de l'església de Sant Genís, procedent de l'església destruïda a la Guerra Civil
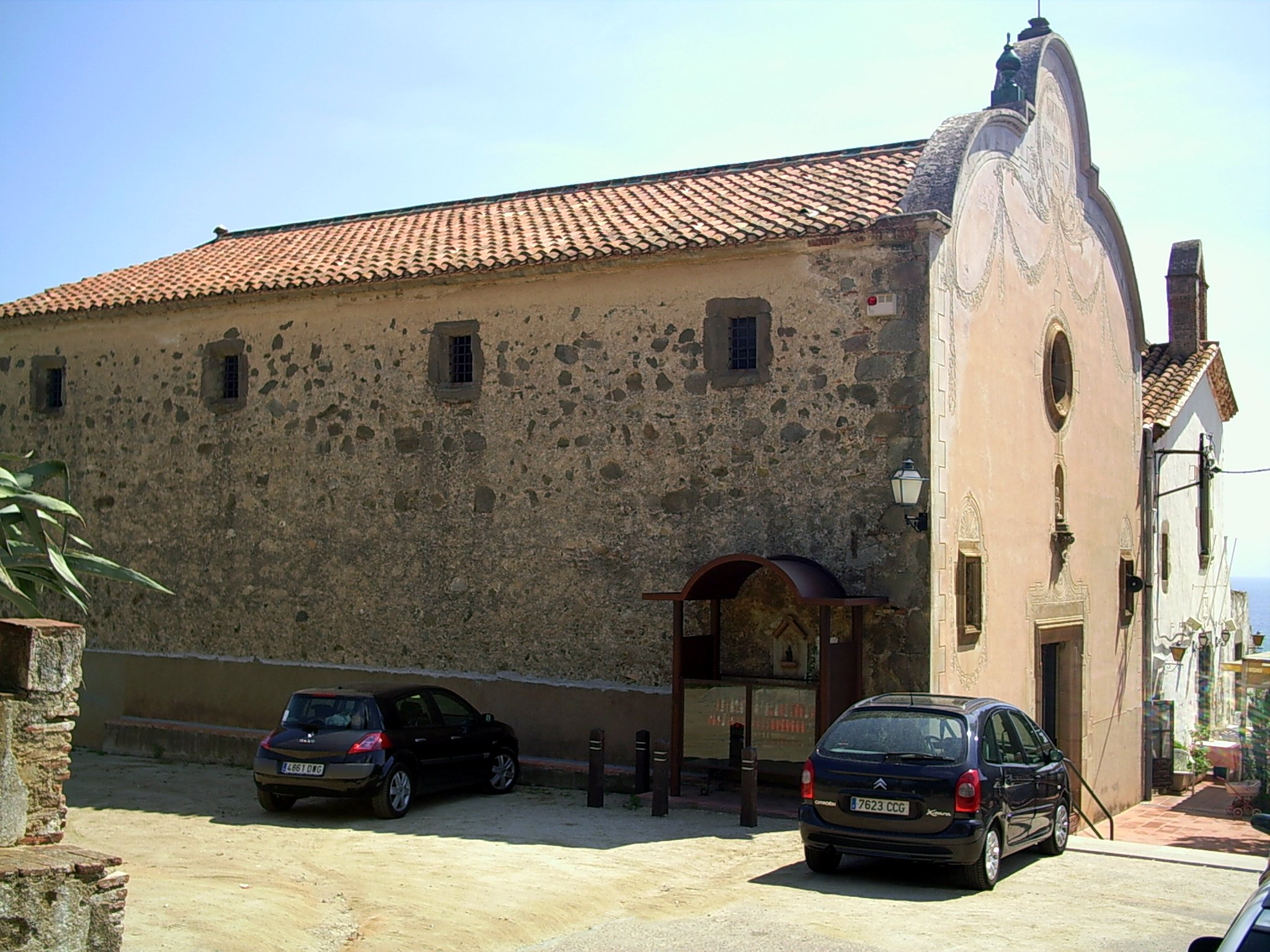
Santuari de la Cisa, del segle xviii, d'estil barroc.
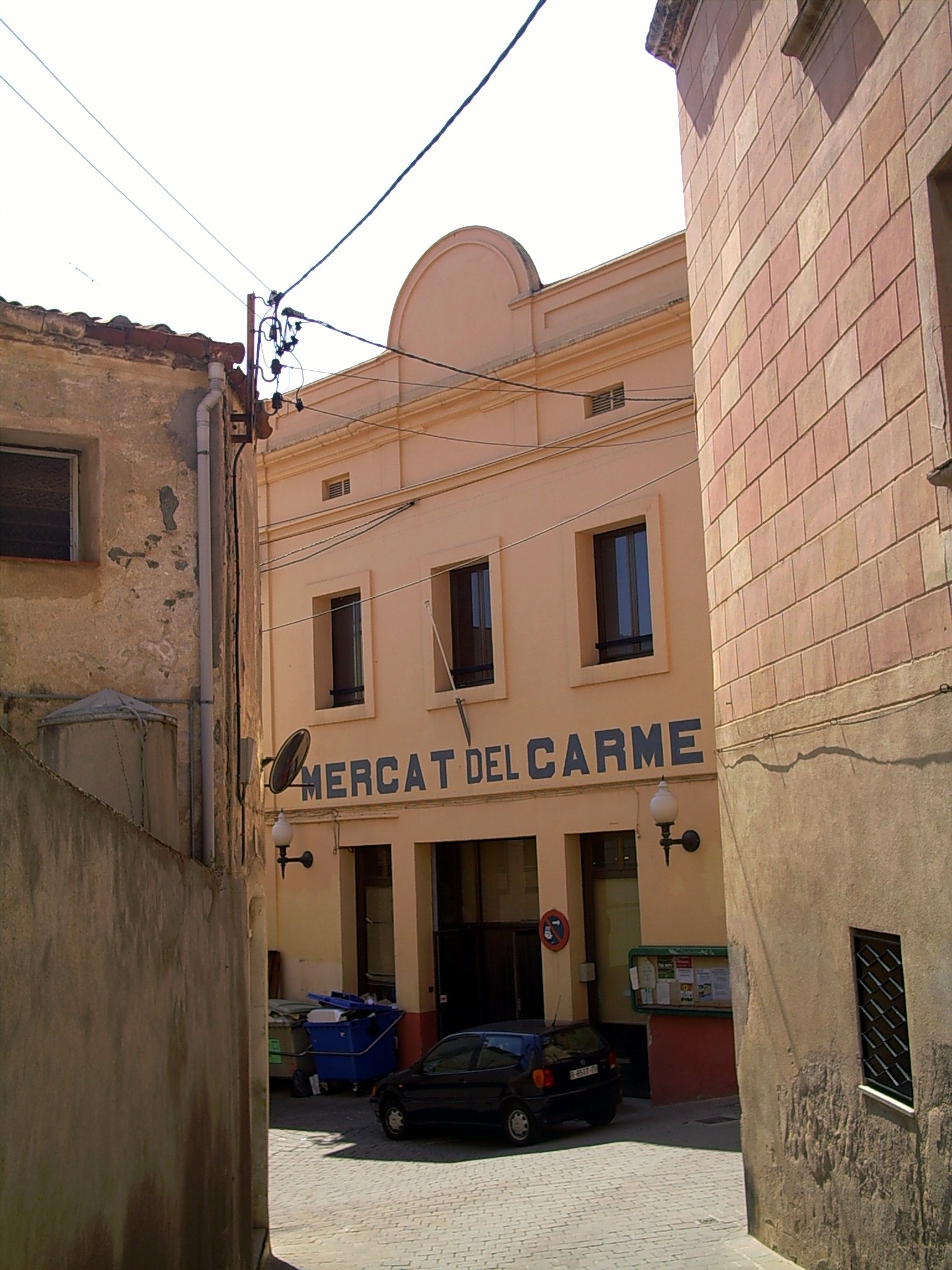
Mercat del Carme a l'edifici de l'Estrella.
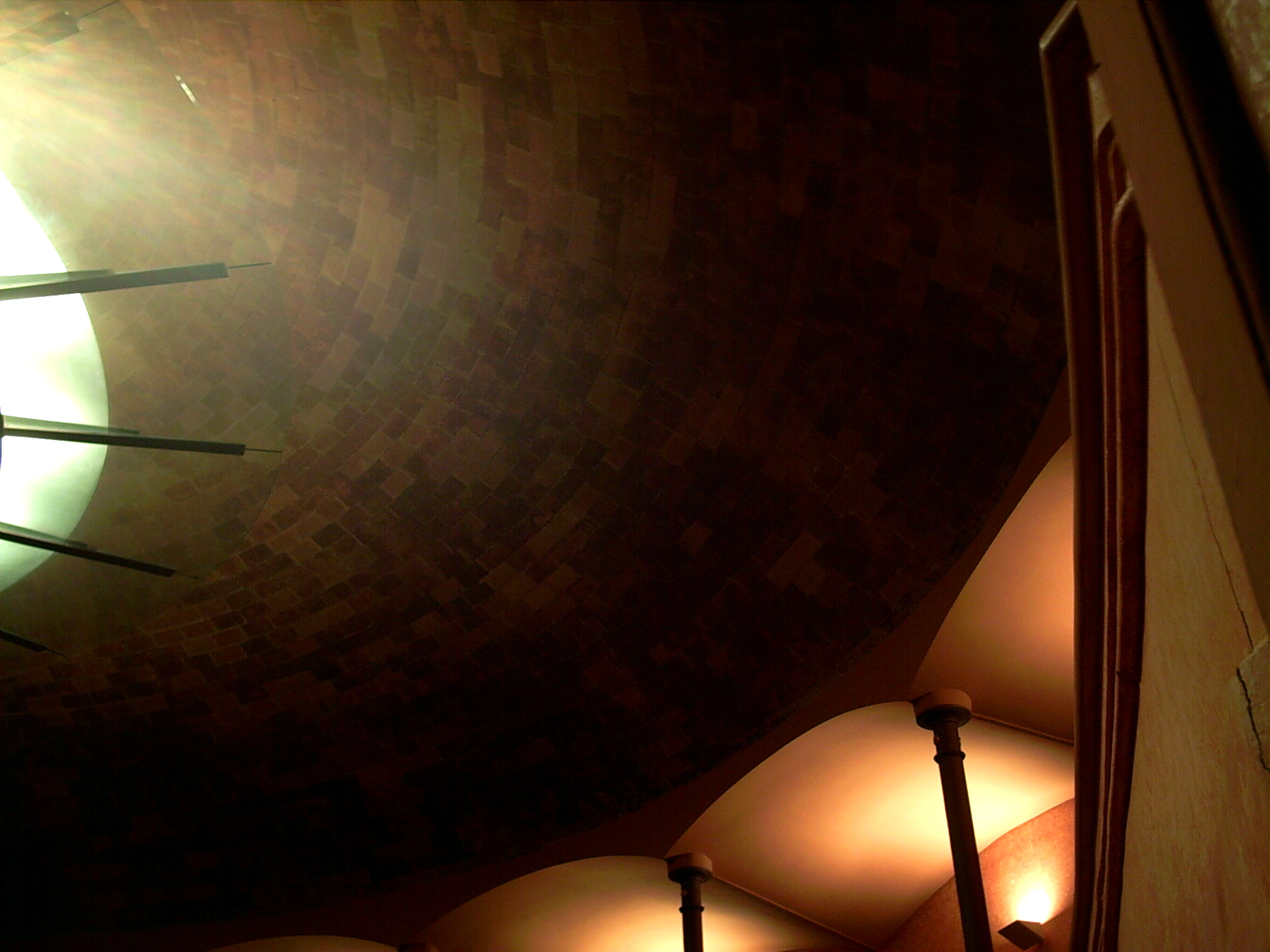
Interior de la Volta catalana del Teatre de la Massa, de 1881, construït per Rafael Guastavino.
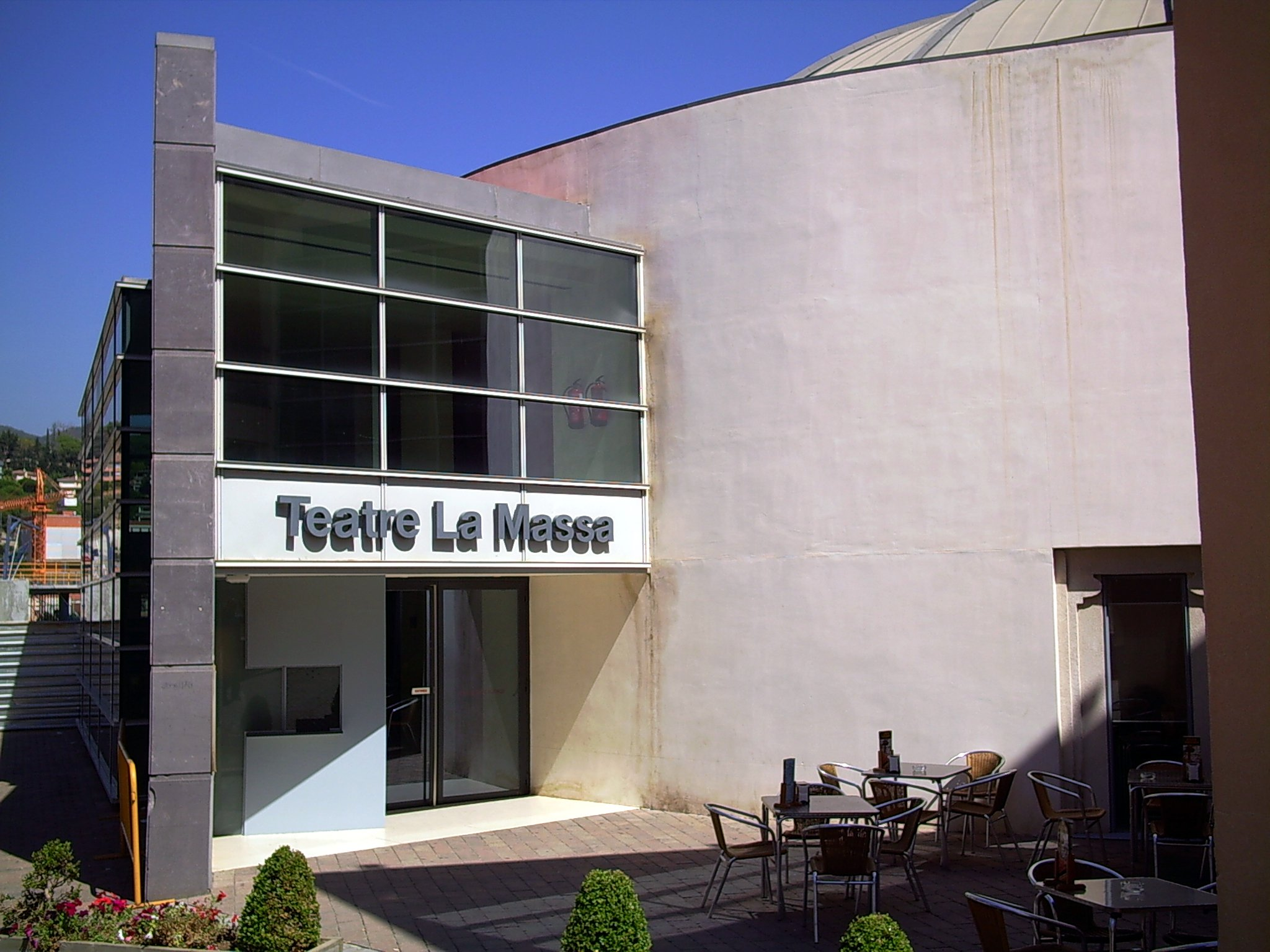
Teatre de La Massa, reformat l'any 2002.
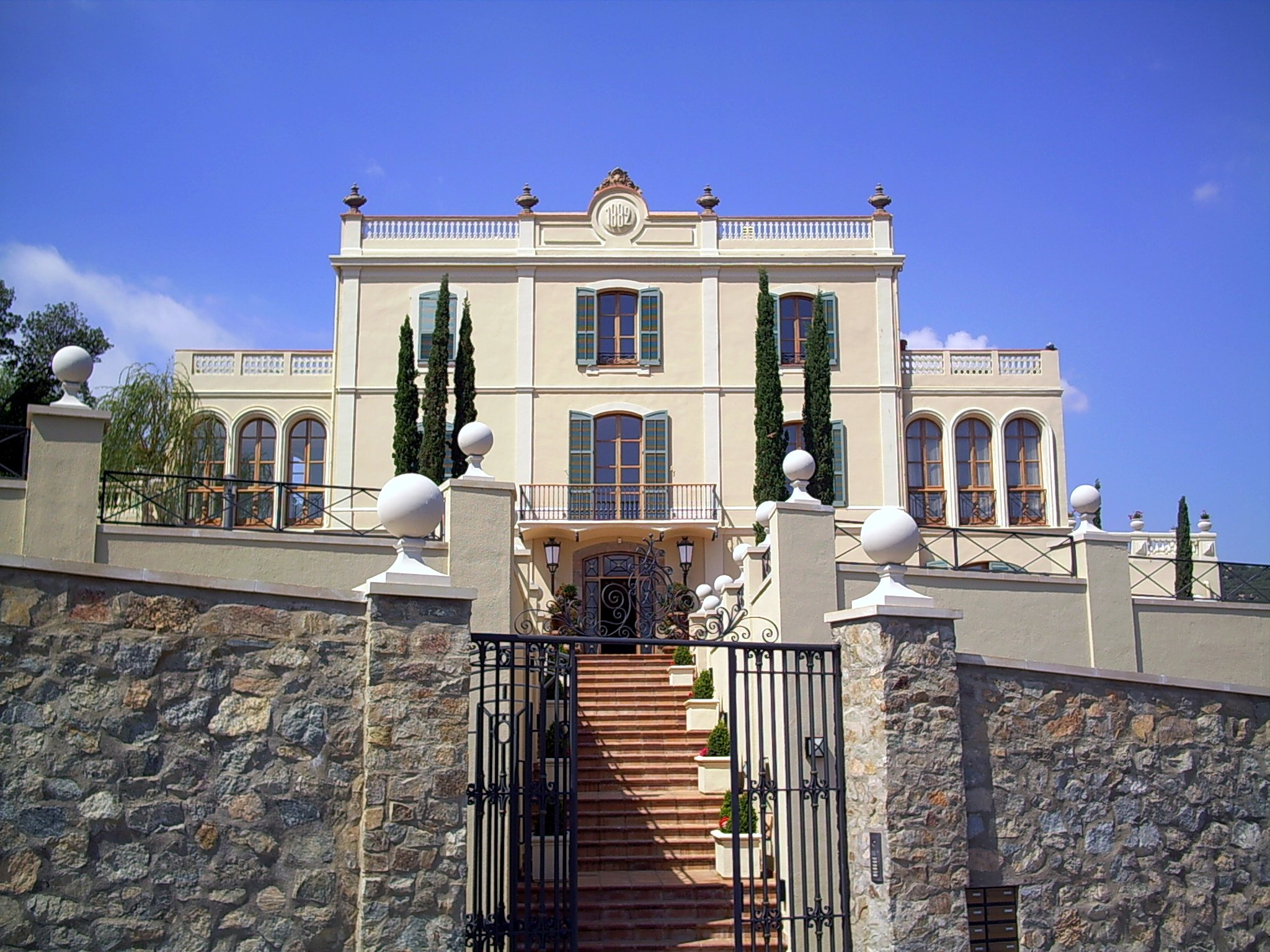
Can Grases, (1882).
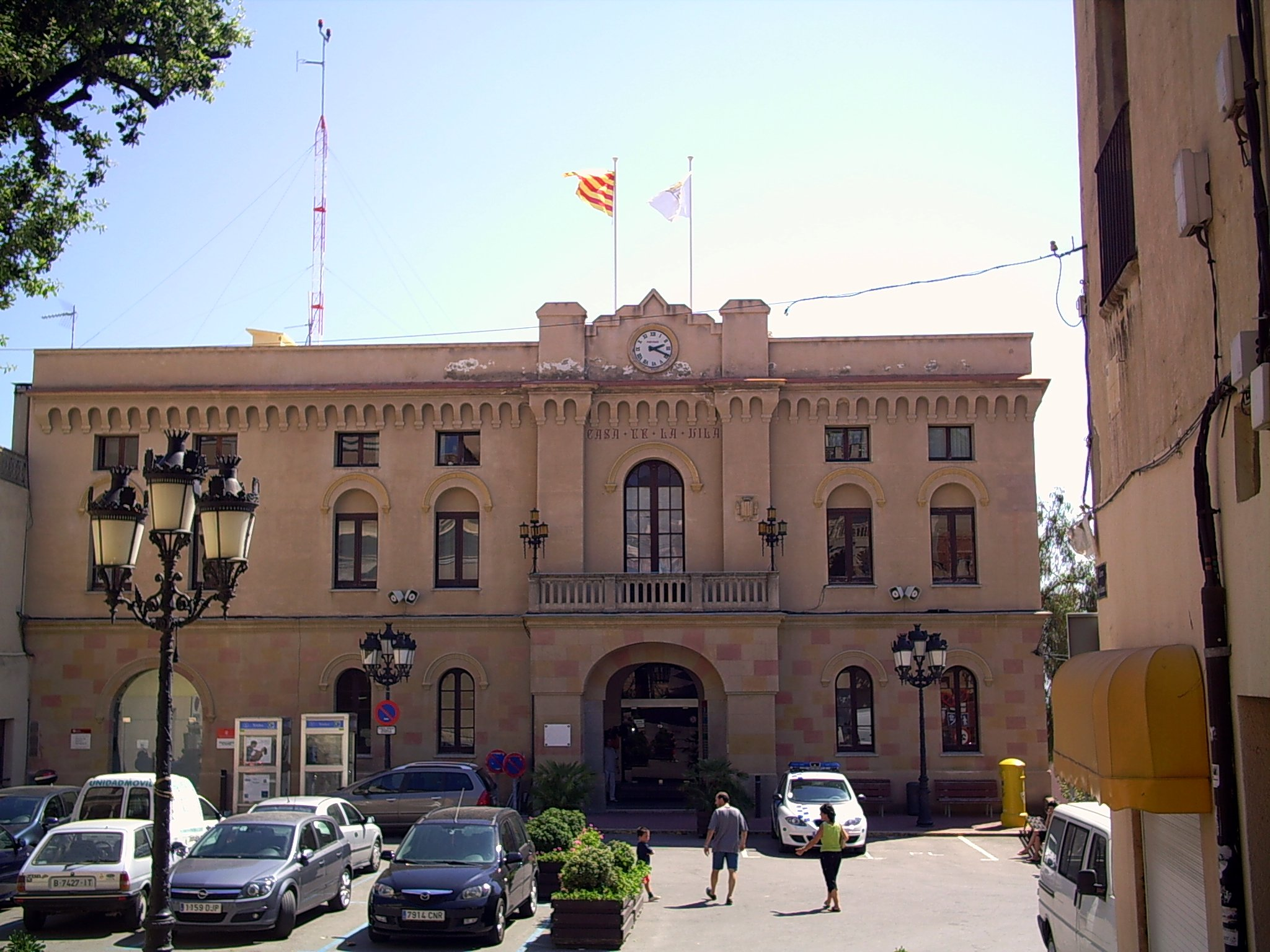
Ajuntament. Edifici de 1884.
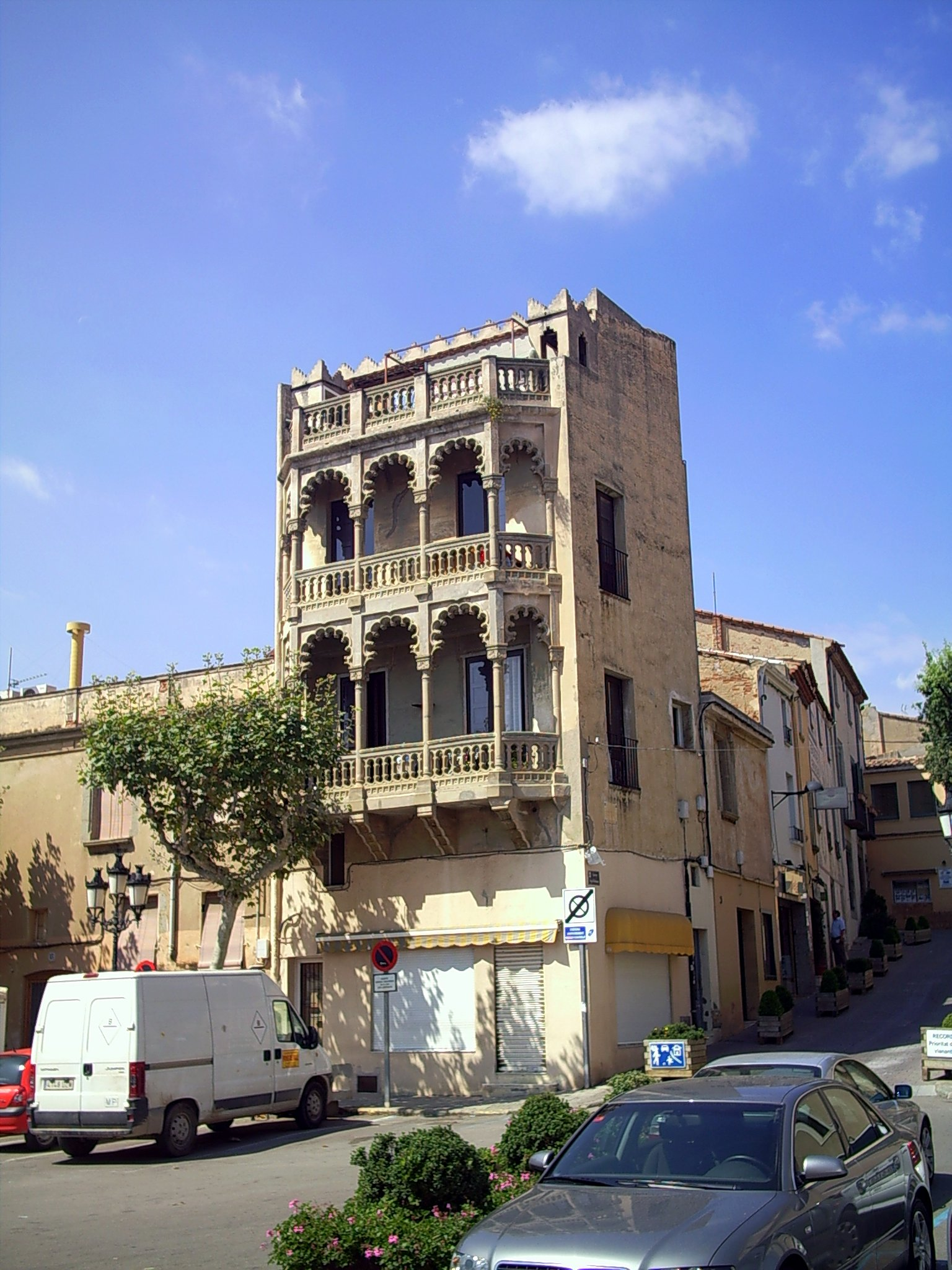
Cal Noi Baiau, (1888).
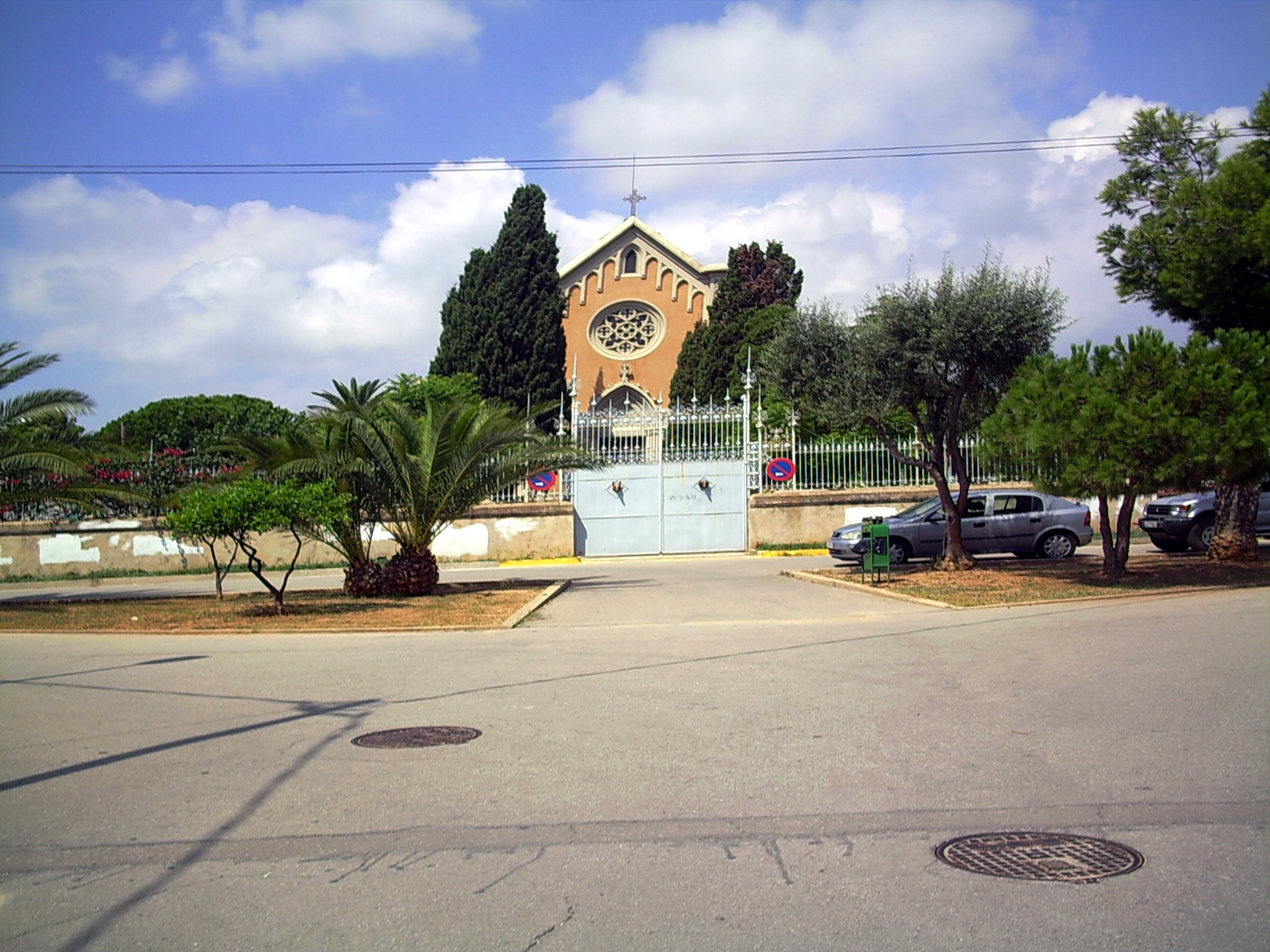
Capella de l'antic hospital de Sant Pere, asil de mariners, fundat pel marquès de Gelida, Joaquim Costa Jover, (1928).
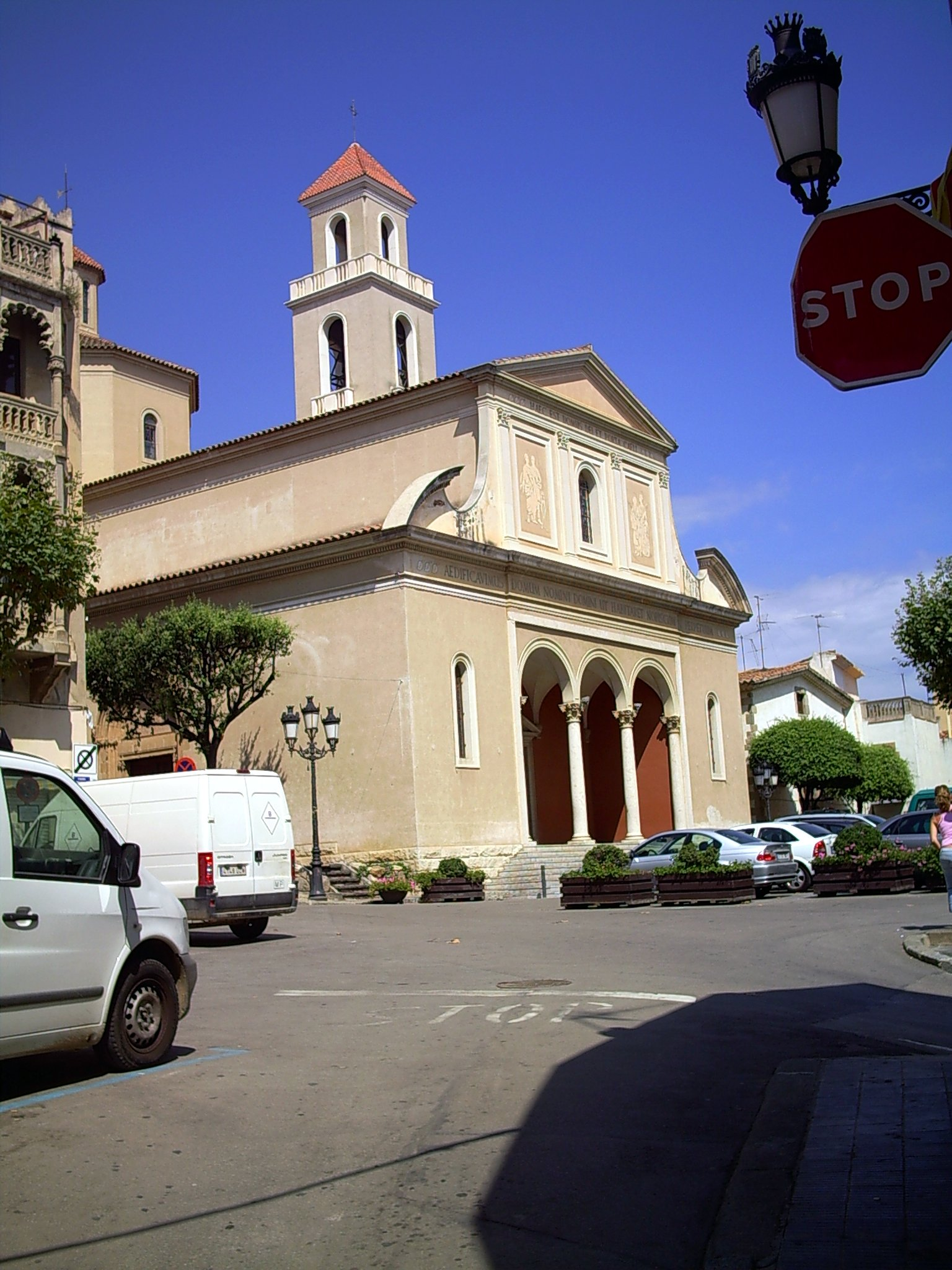
Església de Sant Genís, obra d'Antoni Fisas i Planas, de 1941.
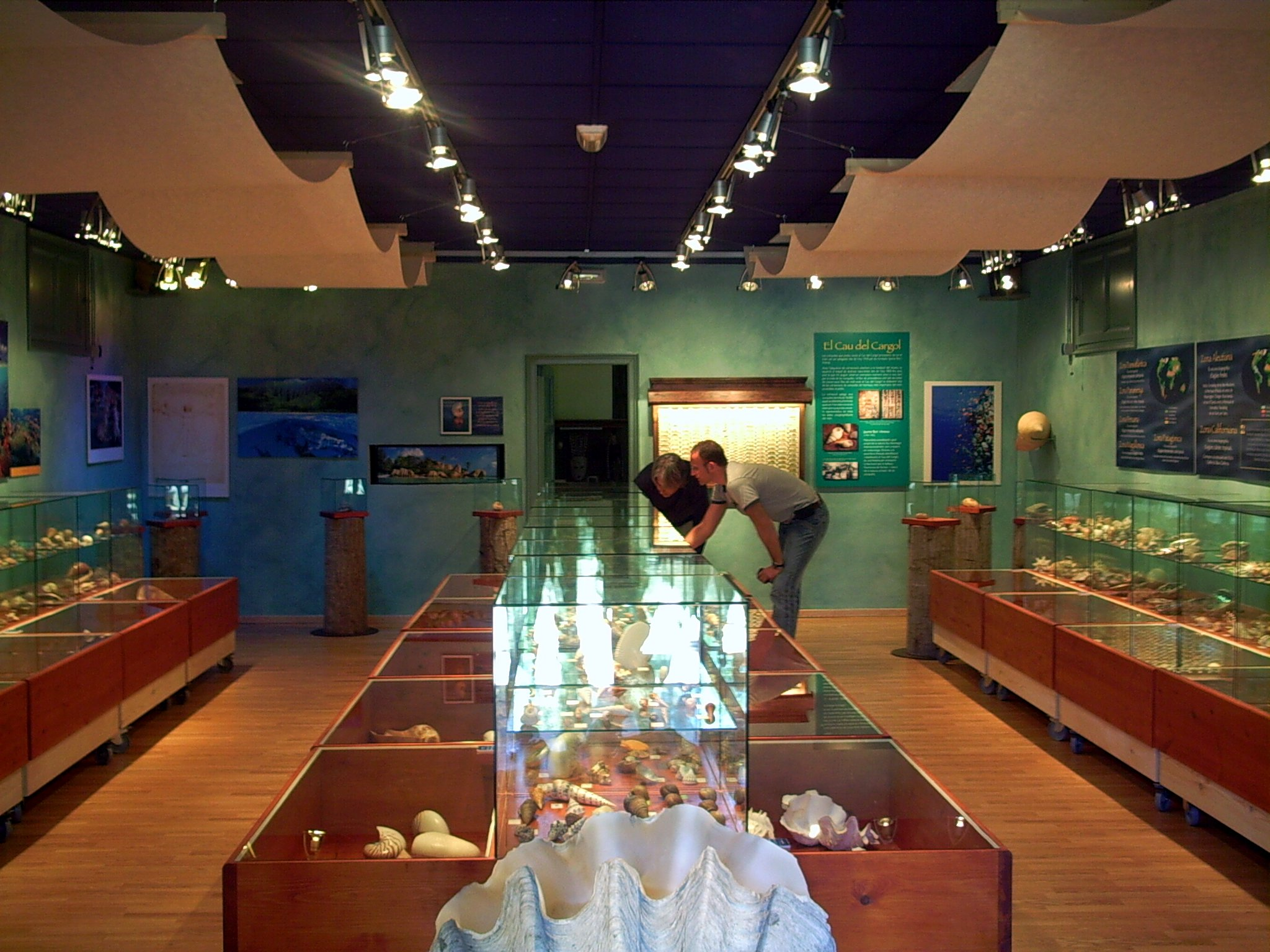
Museu de Malacologia, Cau del Cargol